# Bot (Catalogne)
Pour les articles homonymes, voir Bot.
Bot est une commune de la province de Tarragone, en Catalogne, en Espagne, de la comarque de Terra Alta

## Jumelage
| Ville | Ville         | Pays | Pays   |
| ----- | ------------- | ---- | ------ |
|       | Cournonterral |      | France |

.